# Escola Sant Llàtzer (Tortosa)
L'escola Sant Llàtzer és un col·legi públic de Tortosa (Baix Ebre) inclòs a l'Inventari del Patrimoni Arquitectònic de Catalunya.

## Història
Construïda durant la Dictadura de Primo de Rivera fou remodelada cap a la dècada dels vuitanta del segle xx, concretament entre els anys 1981 i 1982. En setembre de 2014 es va inaugurar el nou edifici, mentre l'edifici històric quedarà lliure disponible per a nous úsos cívics.

## L'edifici històric
L'edifici és de planta rectangular, situat a la banda dreta del barranc de la Llet o de Sant Llàtzer, molt a prop del pas a nivell de la línia de ferrocarril. El recinte on es troba l'escola està voltat per una tela metàl·lica aixecada sobre suport d'obra, i l'edificació es resumeix en un senzill bloc horitzontal amb teulada amb dues vessants, destacant, per excel·lència, la façana principal que assumeix tot l'aspecte plàstic del conjunt: la seva organització és perfectament simètrica d'acord amb un eix de simetria central, punt on es troba la porta principal. La porta principal, està flanquejada per dos estretes finestres i coronada per un motllurat lleugerament arquejat fet de maons, tot deixant, fins a la llinda de la porta, una superfície llisa per inscriure-hi el nom de l'escola -solució que apareix a totes les finestres i portes restants, tot i que presentant, en l'espai entre el motllurat de maons i la llinda hi ha uns senzills esgrafiats-. Al motllurat de la porta principal s'inscriu un medalló esculpit amb l'escut de Tortosa. A cada banda de la porta principal s'obren quatre finestres i una porta.